# 동력
동력(動力)은 기계를 움직이기 위해 필요한 에너지이다. 동적 성능 등의 경우 일률을 의미한다. 동력장치가 없거나 동력을 사용하지 않는 것은 무동력으로 부른다.

## 개요
인간은 이미 아득한 원시시대에 불을 이용하는 지혜를 가졌다. 처음에는 마찰·낙뢰 등의 자연발화나 산불에서 불씨를 얻어 이용하였으나 곧 돌이나 나무를 써서 인공적으로 불을 얻어 열원(熱源)으로 이용하게 되었다.  인간이 제일 먼저 동력으로 이용한 것은 자신의 근육(筋肉)이었다. 즉 인력(人力)은 인간이 개발한 최초의 동력이며 자기의 근육 이외에 타인의 근육노동도 활용하게 되었고 이어서 가축의 힘, 즉 축력(畜力)을 농경·목축 등에 이용하게 되었다.  기원전 30세기에는 바람의 힘을 이용하여 돛단배를 움직임으로써 자연의 힘인 풍력(風力)을 수송용 동력으로 이용하기 시작하였고, 이어서 기원전 2세기에는 수차(水車)를 동력원으로 이용함으로써 수력 및 풍력에 의한 동력기술은 산업발전에 크게 기여하였다.  한편 '타는 돌' 석탄이 발견된 것은 상당히 오랜 옛날이나, 12세기경부터 난방용으로 사용되기 시작하였으며 신탄의 원료인 목재자원의 감소에 따라 석탄의 사용은 점차 증가하였다.  공업화를 위한 기본자재로서 철강의 제조기술이 확립됨에 따라 방직 등을 위시한 기계설비의 능률은 향상되고 이를 위한 동력원으로서 계곡이나 하천의 주변에 고정되는 수차 등만으로는 부족하여 자유롭게 이동할 수 있는 동력원의 필요성을 절감하게 되었다.  1781년 와트(Watt)에 의한 증기기관(蒸氣機關)의 발명은 이 기대에 부응하는 것으로서 이른바 산업혁명의 효시가 되었고, 이에 이은 증기기관의 개량에 따라 그 이용범위는 확대되었고 석탄의 사용은 증가하였다.  20세기에 이르러서는 피스톤의 왕복운동을 기본 원리로 하는 증기기관은 고압증기를 분사함으로써 직접 회전자에 원운동을 주는 터빈(turbine)으로 대치되고 연료도 석탄에서 석유로 이행되기 시작하였다.  '타는 물' 석유가 본격적으로 동력자원으로서 개발된 것은 19세기 후반으로서, 처음에는 약용으로 사용되었으나 점차 등유로 이용되었으며, 내연기관(內燃機關), 특히 디젤(Diesel)기관의 발전에 따라 석유는 동력자원으로서 각광을 받고, 이용이 증가해 현재 에너지자원의 주축을 이루고 있다.  한편 '타는 가스(천연가스)'의 발견은 가스터빈(gasturbine)의 개발에 따라 새로운 동력원으로 발전했고, 제2차세계대전 후에는 핵연료(核燃料)에 의한 원자력 이용기술이 개발되었다. 천연가스의 성분은 대부분 메탄이다.  이와 같이 동력기술 발전의 과정은 에너지자원 개발의 과정이고, 공업화·근대화의 이정표이며, 자연에서 얻어지는 에너지는 동력기술의 발전에 따라서 여러 가지 필요한 형태로 전환되고 수송·보관되어 산업발전에 기여하여 왔다.  위에서 본 바와 같이 우리 인류는 1차 에너지원으로서 수력·석탄·석유·천연가스 및 핵연료 등을 쓰고 있는데, 지상에서의 이러한 1차 에너지원은 태양열의 순환의 일부로 얻어지는 것으로서, 현재 인류가 이용하는 것은 지구에 방사되는 태양에너지의 백만분의 3.7에 불과하다.  귀중한 태양에너지 이용의 효율이 이와 같이 낮은 것은 동력기술개발이 아직 미흡하다는 것을 나타내는 것으로서 세계적으로 에너지 공급의 위기가 우려되고 있는 현실에서 사장된 자원의 활용과 더불어 태양열의 직접이용 등 새로운 동력기술의 개발이 시급하다고 할 수 있다.
우리 인류는 앞서 얘기한 1차 에너지원을 직접 소비하는 일은 드물고 그 대부분은 에너지 소비의 최종형태인 열·빛 및 동력 등으로 전환하여서 이용하는데, 공업화의 진전에 따라 동력형태로서의 에너지 소비가 크게 증가하고 동력기술의 발전이 공업화를 촉진하는 계기도 되고 있다.  따라서 이러한 에너지의 최종 소비단계에 이르기까지의 중간 단계가 발전함으로써 1차 에너지의 형태를 바꾸어서 시간과 거리의 제약을 탈피하고 저장과 관리가 용이한 에너지형태로 전환하게 되는 것이다.  가령 저수지에 모인 물이 떨어져서 수력발전소의 수차발전기를 돌리면 전력이 발생한다. 즉 수력발전소에서는 물이 갖는 위치에너지를 수차를 회전시키는 운동에너지로 바꾸고 다시 이 운동에너지를 수송이 쉽고 가장 이용하기 쉬운 전기에너지로 바꾸는 것이다.   이 전력은 송전선과 배전선을 거쳐서 공장에 공급되어 전동기를 돌려서 공장의 동력으로 되고 또는 전기기관차를 움직임으로써 수송용 동력으로도 된다.  이러한 에너지의 변환을 다루는 동력기술은 자연과학의 법칙에 따르는 것은 물론이지만 공학으로서 효율을 높게 해서 손실을 적게 하고 사용하기 어려운 에너지를 사용하기 쉬운 에너지의 형태로 바뀌는 데 초점이 맞추어져야 한다. 더 나아가서 또 인류가 활용할 수 있는 에너지의 자원과 형태를 더욱 확대하는 데 그 목표가 있다고 할 수 있다.